# Henri-Étienne Venard
Henri-Étienne Vénard est un homme politique français né le 16 octobre 1744 au Pecq (Yvelines) et décédé le 8 septembre 1828 à Versailles (Yvelines).
Chaufournier à Port-Marly, il est nommé haut-juré de Seine-et-Oise en 1791, puis élu comme suppléant à la Convention. Il est appelé à siéger le 15 juillet 1793.

## Sources
- « Henri-Étienne Venard », dans Adolphe Robert et Gaston Cougny, Dictionnaire des parlementaires français, Edgar Bourloton, 1889-1891 [détail de l’édition]